# 장흥소방서
장흥소방서는 전라남도 장흥군을 관할하는 전라남도 소방본부 산하의 소방서이다.
소방서장은 지방소방정으로 보한다.

## 조직
- 소방행정과
- 대응구조과
- 예방안전과

## 관할센터및 관할구역
- 장흥119안전센터 : 장흥읍, 부산면, 안양면, 유치면, 장동면, 장평면
- 지역대 : 안양119지역대, 유치119지역대, 장동119지역대, 장평119지역대
- 주소 : 전남 장흥군 장흥읍 북부로 138
- 정남진119안전센터 : 관산읍, 대덕읍, 용산면, 회진면
- 지역대 : 대덕119지역대, 용산119지역대, 회진119지역대
- 주소 : 전남 장흥군 관산읍 관산우회로 103
- 장흥소방서119구조대 : 장흥군전역
- 주소 : 전남 장흥군 장흥읍 북부로 138